# Telești
Telești est une commune roumaine située dans le județ de Gorj.